# Aeroportul Resolute Bay
Aeroportul Resolute Bay (IATA: YRB, ICAO: CYRB) este un aeroport din Qikiqtaaluk Region⁠(d), Nunavut, Canada ce deservește zona Resolute⁠(d). Aeroportul a fost tranzitat în 2021 de 3.553 de pasageri.
Situat la o altitudine de 68 m, aeroportul dispune de 1 pistă.

## Infrastructură

### Piste
Aeroportul dispune de o singură pistă. Pista are orientarea 17/35. 